# Hélène Gingold
Hélène Eugenie Alexandra Gingold (1867-1926) fue una escritora inglesa.

## Biografía
Nació el 17 de marzo de 1867 en Londres, hija de ricos comerciantes de la ciudad, que le proporcionaron una esmerada educación. A los doce años ya estudiaba los autores clásicos de Inglaterra, Grecia y Francia y a los diecisiete publicó su primera novela, Steyneville, a la que siguió la también novela Denysse. Publicó igualmente  A Cycle of Verse —una colección de poesías inglesas dedicada a la memoria de Lord Byron—, The Chillingfield Chronicles y el libro de poemas Flowers of the Field, entre otras obras, además de escribir la tragedia en cinco actos Abelard and Heloise. Gingold, que en 1896 contrajo matrimonio con Laurence Cowen, falleció el 10 de diciembre de 1926.